# 7137 Аґео
7137 Аґе́о (1994 AQ1, 1978 RX4, 1979 YT8, 1987 QY5, 7137 Ageo) — астероїд головного поясу, відкритий 4 січня 1994 року.
Тіссеранів параметр щодо Юпітера — 3,316.